# Рейес, Алиса
Али́са Адриа́на Ре́йес (англ. Alisa Adriana Reyes; 3 февраля 1981, Нью-Йорк, Нью-Йорк, США) — американская актриса

, кинопродюсер и фотомодель.

## Биография и карьера
Рейес имеет доминиканские, ирландские, итальянские и карибско-индийские корни.
Рейес начал карьеру модели в возрасте восьми лет и обучалась в Профессиональной школе исполнительных искусств, где она сосредоточилась на музыкальном театре. В 1992 году она появилась в видеоклипе Мэрайи Кэри «Make It Happen». В 1994 году Рейес стала одним из оригинальных актёров комедийного шоу на Nickelodeon «Всякая всячина».

## Избранная фильмография
| Год       |   | Русское название    | Оригинальное название      | Роль                     |
| --------- | - | ------------------- | -------------------------- | ------------------------ |
| 1994—1997 | с | Всякая всячина      | All That                   | Различные персонажи      |
| 2000      | с | Сильное лекарство   | Strong Medicine            | Соня                     |
| 2001—2002 | с | Дерзкие и красивые  | The Bold and the Beautiful | Джинджер                 |
| 2002      | с | Полиция Нью-Йорка   | NYPD Blue                  | Луиза Салазар            |
| 2003      | с | Скорая помощь       | ER                         | Имя персонажа неизвестно |
| 2003      | с | Страсти             | Passions                   | Сид Валентин             |
| 2004      | с | Клиент всегда мёртв | Six Feet Under             | Джули                    |
| 2006      | с | Без следа           | Without a Trace            | Анджелина Торрес         |